# Bòian Miovski
Bòian Miovski (macedoni: Бојан Миовски)  (Xtip, 24 de juny de 1999) és un futbolista professional macedoni que juga com a davanter al Girona FC de la Lliga i a la selecció de Macedònia del Nord.

## Biografia
Miovski va començar la seva carrera professional als 18 anys fent el seu debut a la Lliga de Futbol Macedònia amb el Bregalnica el 2017. El juliol de 2020 va fer fitxar pel conjunt hongarès del MTK Budapest, el seu primer traspàs a l'estranger. Dos mesos després d'unir-se al club va debutar a la quarta jornada de la Lliga hongaresa de futbol jugant 23 minuts en una derrota per 3-0 davant el Zalaegerszegi. 

### Aberdeen
El 23 de juny de 2022, Miovski va signar un contracte de quatre anys amb l'Aberdeen de la Lliga escocesa de futbol. El mateix any, el 24 de juliol, va debutar amb l'Aberdeen en un partit de la fase de grups de la Copa de la Lliga escocesa contra el Raith Rovers. Miovski aquell dia va marcar un penal.

### Girona
El 15 d'agost de 2024, Miovski va signar un contracte de quatre anys amb el Girona FC de la Lliga.

## Carrera internacional
Miovski va debutar amb la selecció sub-21 de Maceònia del Nord el 8 d'octubre de 2020 a la fase de classificació per a l'Eurocopa sub-21 de l'any 2021. Va entrar des de la banqueta al minut 62 contra la selecció del Kazahstan. El partit fora de casa va quedar 1-4 pels macedonis.
El debut a la selecció absoluta es va produir el 8 d'octubre de 2021 a la ronda de classificació per la Copa del Món de Futbol de 2022 contra Liechtenstein. L'any 2023 va marcar el gol de la victòria de la selecció de Macedònia del Nord en el partit amistós que els enfrontava a les selecció de les Illes Fèroe, que va acabar amb el resultat de 1-0.